# Nigrícia

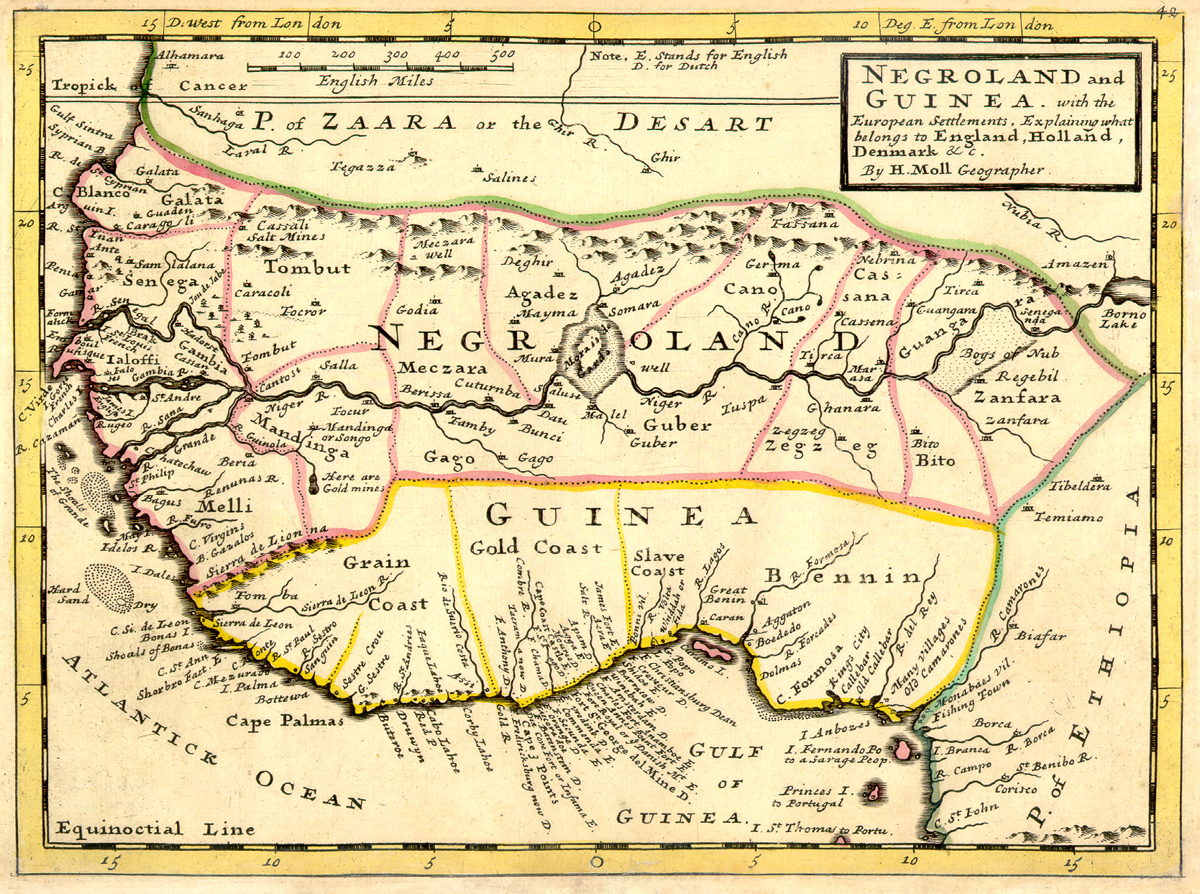
Um mapa de 1729 intitulado: "NEGROLÂNDIA e GUINÉ, com os assentamentos europeus. Explicando o que pertence à Inglaterra, Holanda, Dinamarca &c. Pelo geógrafo H. Moll."

Nigrícia, ou Negrolândia, é um termo arcaico na cartografia europeia, referindo-se às descrições dos europeus da África Ocidental como uma área povoada por negros.
Esta área compreendia pelo menos a parte ocidental da região chamada Sudão (não confundir com país atual de mesmo nome). O termo é provavelmente uma tradução direta do termo árabe Bilad as-Sudan (بلاد السودان), que significa "Terra dos Negros", correspondendo aproximadamente à mesma área. Havia vários tipos de pessoas na área, incluindo os judeus de Bilad as-Sudan. Os persas chamavam essas áreas de Zangistān (زنگستان), que também significa "Terra dos Negros". O nome Zang significando negro ainda permanece no nome de Zanzibar (do persa: زنگبار — Zangibār), que significa "Costa dos Negros". O nome foi dado pelos navegadores persas quando visitaram a área na Idade Média. Alguns dos maiores estados considerados parte da Nigrícia foram o Império de Canem e o Califado de Socoto.
Nigrícia representava a área entre a região da Guiné e o "Saara" ou "O Deserto", o deserto do Saara. O nome "Saara" é derivado da palavra árabe para "deserto" na forma irregular feminina, o singular ṣaḥra' (صحراء /ˈsˤaħra/), plural ṣaḥārā (صَحَارَى /ˈsˤaħaːraː/), ṣaḥār (صَحَار), ṣaḥrāwāt (صَحْارَاوَات), ṣaḥāriy (صَحَارِي). "Guiné", que não deve ser confundida com o país atual, então se referia à costa sul da África Ocidental e às terras que se estendem rio acima a partir daí. O mapa de 1727 de Herman Moll os nomeia como "Costa do Grão", "Costa dos Escravos" e "Costa do Ouro". "Negrolândia" era o território ao norte deste, ao longo do eixo lés-oeste do rio Níger, e a costa voltada para o oeste. O mapa de Moll identifica Gâmbia, Senegal, Mandinga e muitos outros territórios.